# Ascenso a la División de Honor 1937
En el torneo de Ascenso a la División de Honor 1937, existió dos cupos para ascender directamente a la división de honor del próximo año. Por lo que no se disputó la final entre el campeón de la Liga de Lima y de la Liga del Callao. Los clubes Ciclista Lima Association y Progresista Apurímac ascendieron a Primera División de 1938.

## Formato
En 1936, había sido creada la Liga Nacional de Fútbol, que incluía a la División de Honor (máxima categoría) y debajo de ella se encontraban la Liga de Lima y la Liga del Callao, cada una de ellas con su respectiva Primera División, División Intermedia, Segunda División y Tercera División. En 1937, los ganadores de la Primera División (de la Liga de Lima y la del Callao) suben a la máxima división de manera directa para la temporada 1938.

## Equipos participantes

### Liga de Lima
- Ciclista Lima Association - Campeón, asciende a la división de honor.
- Sport Progreso - Subcampeón
- Unión Carbone
- Santiago Barranco
- Atlético Córdoba
- Independencia Miraflores
- Miguel Grau
- Atlético Peruano
- Alianza Cóndor - Desciende
- Sport Inca - Desciende

#### Rueda de Desempate
Fecha 1 
| mayo de 1938 | Sport Progreso | 2:2 | Unión Carbone |  |  |

 Fecha 2 
| 26 de mayo de 1938 | Ciclista Lima | 3:2 | Sport Progreso |  |  |

 Fecha 3 
| 29 de mayo de 1938 | Ciclista Lima | 4:2 | Unión Carbone | Estadio Nacional, Lima |  |

 Tabla de posiciones 
| Pos. | Equipo         | PJ | PG | PE | PP | GF | GC | DG | Pts. |
| ---- | -------------- | -- | -- | -- | -- | -- | -- | -- | ---- |
| 1    | Ciclista Lima  | 2  | 2  | 0  | 0  | 7  | 4  | +3 | 4    |
| 2    | Sport Progreso | 2  | 0  | 1  | 1  | 4  | 5  | -1 | 1    |
| 3    | Unión Carbone  | 2  | 0  | 1  | 1  | 4  | 6  | -2 | 1    |

|  | Campeón |

### Liga del Callao
- Progresista Apurímac - Campeón, asciende a la división de honor.
- White Star - Subcampeón
- Unión Buenos Aires
- Porteño
- Jorge Chávez
- Social San Carlos
- Unión Estrella
- Atlético Excelsior - Desciende